# 御前崎ケーブルテレビ
株式会社御前崎ケーブルテレビ（おまえざきケーブルテレビ）は、静岡県御前崎市を放送区域とする第三セクター方式のケーブルテレビ局である。以前ははまおかケーブルテレビと呼ばれていた。愛称は、まおまおチャンネル。

## サービス
御前崎市全域をサービスエリアとし、以下のサービスを行っている。
- ケーブルテレビ放送 放送の再送信、自主制作番組、テレビ広報（文字放送）の放送
- 音声告知放送 音声告知端末機を使用した公共機関からの一斉放送。市町村防災行政無線に近い。
- CATV電話 KDDIグループとの提携により提供する電話サービス。御前崎ケーブルテレビ、J:COM、auの加入者間は通話料無料で利用できる。
- 情報サービス CATV端末機向けのイントラネットサービス
- インターネット接続サービス

## 歴史
- 2000年（平成12年）6月30日 - 会社設立
- 2002年（平成14年）4月1日 - 市西部の浜岡地区（旧浜岡町）でサービス開始
- 2004年（平成16年）4月1日 - 御前崎町と浜岡町の合併により御前崎市誕生。サービスエリアを市東部の御前崎地区（旧御前崎町）に拡大
- 2010年（平成22年）4月 - 「デジタル多チャンネル放送サービス」を開始。

## 主な放送チャンネル
- 県外の地上波テレビ放送の区域外再放送は行なっていない。
- 地上デジタル放送はパススルー方式のため、地上デジタル対応テレビやチューナーを接続することで視聴可能
- デジタル放送はJC-HITSを使用している。

### テレビ局
| デジタル  | 放送局                                          |
| --------- | ----------------------------------------------- |
| D011-012  | NHK静岡総合                                     |
| D021-023  | NHK Eテレ                                       |
| D041-043  | Daiichi-TV                                      |
| D051-053  | 静岡朝日テレビ                                  |
| D061-063  | SBS                                             |
| D081-082  | テレビ静岡                                      |
| D121      | まおまおチャンネル                              |
| D122      | 市民チャンネル                                  |
| BS101-102 | NHK BS                                          |
| BS141-143 | BS日テレ                                        |
| BS151-153 | BS朝日                                          |
| BS161-163 | BS-TBS                                          |
| BS171-173 | BSテレ東                                        |
| BS181-183 | BSフジ                                          |
| BS200     | BS10                                            |
| BS201     | BS10スターチャンネル                            |
| BS211     | BS11                                            |
| BS222     | TwellV                                          |
| BS231     | 放送大学テレビ                                  |
| BS234     | グリーンチャンネル                              |
| BS236     | BSアニマックス                                  |
| BS242     | J SPORTS 1                                      |
| BS243     | J SPORTS 2                                      |
| BS244     | J SPORTS 3                                      |
| BS245     | J SPORTS 4                                      |
| BS251     | BS釣りビジョン                                  |
| BS252     | WOWOWプラス                                     |
| BS255     | 日本映画専門チャンネル                          |
| 2BS56     | ディズニー・チャンネル                          |
| BS260     | J:COM BS                                        |
| BS265     | BSよしもと                                      |
| BS531     | 放送大学ラジオ                                  |
| BS4K101   | NHK BSプレミアム4K                              |
| BS8K102   | NHK BS8K                                        |
| BS4K141   | BS日テレ 4K                                     |
| BS4K151   | BS朝日 4K                                       |
| BS4K161   | BS-TBS 4K                                       |
| BS4K171   | BSテレ東 4K                                     |
| BS4K181   | BSフジ 4K                                       |
| BS4K211   | ショップチャンネル 4K                           |
| BS4K221   | 4K QVC                                          |
| C530      | J SPORTS 3                                      |
| C533      | J SPORTS 4                                      |
| C534      | スカイA                                         |
| C553      | 時代劇専門チャンネル                            |
| C556      | ムービープラス                                  |
| C563      | 衛星劇場                                        |
| C564      | 東映チャンネル                                  |
| C565      | TBSチャンネル1 最新ドラマ・音楽・映画           |
| C568      | ホームドラマチャンネル 韓流・時代劇・国内ドラマ |
| C573      | MUSIC ON! TV（エムオン!）                       |
| C574      | 歌謡ポップスチャンネル                          |
| C581      | キッズステーション テレビアニメ・劇場版・OVA    |
| C582      | アニマックス                                    |
| C594      | TBS NEWS                                        |
| C700      | えんてれ                                        |
| C701      | 情報チャンネル                                  |
| C704      | ウェザーニューズ                                |
|           |                                                 |
| C710      | ショップチャンネル                              |
| C711      | QVC（キューヴィーシー）                         |
| C810      | グリーンチャンネル                              |
| C811      | グリーンチャンネル2                             |

### ラジオ局
| MHz  | 放送局    |
| ---- | --------- |
| 76.1 | FM Haro!  |
| 80.3 | K-MIX     |
| 82.1 | NHK静岡FM |

## コミュニティチャンネル
まおまおチャンネル（アナログ放送：5ch）
- 自主制作番組を中心に、旅チャンネル・ショップチャンネルの再送信で編成されている。
- 早朝はCATV局舎から御前崎市街を撮影したフィラー映像が生放送されている。

文字放送（アナログ放送：6ch）
- 行政や浜岡原子力発電所に関する情報などを放送する文字広報。
- 現在は情報FAXサービスを終了し、常時レターボックス放送となっている。

### 放送中の主な自主制作番組
カッコ内は初回放送の日時（その他の日時にも再放送あり）
- まおまおチャンネルニュース（水曜18:00～18:30）
- お茶の間ステーション・プラス（土曜8:00～9:00）
- おはよう体操
- わがまち御前崎・体操タイム
- その他特別番組（市議会録画中継など）

### その他の主な番組
- しずおか 県庁トピックス【制作：静岡県広報局】（第1土曜日から1週間 15:00～15:15）
- 旅チャンネルの再送信（毎日9時～24時の一部時間帯）
- サイエンスチャンネル（毎日9時～23時の一部時間帯）
- ショップチャンネルの再送信（毎日24時～翌朝6時） - C32chでも放送

### 放送終了した主な自主制作番組
- まおまおチャンネルニュース火曜日版（火曜18:00～18:15）
- まおまおチャンネルニュース木曜日版（木曜18:15～18:30）
- ごきげん玉手箱（土曜8:00～8:15）
- お茶の間ステーション（土曜8:15～9:00）

## その他
- 株式会社の形態をとっているが、御前崎市が筆頭株主となっており、市長が社長を務める事実上の市営ケーブルテレビ局である。運営には契約者からの受信料と、中部電力浜岡原子力発電所の立地による電源立地特別交付金が充てられる。
- 局の運営に関するサポートは、中部電力の子会社、株式会社シーテックが行っている。